# 2022年世界水泳選手権バルバドス選手団
2022年世界水泳選手権バルバドス選手団は、2022年6月18日から7月3日までハンガリーのブダペストで開催された第19回世界水泳選手権のバルバドス選手団、およびその競技結果。

## 選手団
- 人員: 選手 3人

## 選手名簿・結果
| 選手               | 種目           | 予選      | 予選 | 準決勝   | 準決勝   | 決勝     | 決勝     |
| 選手               | 種目           | 結果      | 順位 | 結果     | 順位     | 結果     | 順位     |
| ------------------ | -------------- | --------- | ---- | -------- | -------- | -------- | -------- |
| ジャック・カービー | 男子50m背泳ぎ  | 26秒11    | 30位 | 予選敗退 | 予選敗退 | 予選敗退 | 予選敗退 |
| ジャック・カービー | 男子100m背泳ぎ | 棄権      | 棄権 | 予選敗退 | 予選敗退 | 予選敗退 | 予選敗退 |
| ルイス・ウィークス | 男子50m平泳ぎ  | 棄権      | 棄権 | 予選敗退 | 予選敗退 | 予選敗退 | 予選敗退 |
| ルイス・ウィークス | 男子200m平泳ぎ | 棄権      | 棄権 | 予選敗退 | 予選敗退 | 予選敗退 | 予選敗退 |
| ダニエル・タイタス | 女子100m背泳ぎ | 1分03秒79 | 27位 | 予選敗退 | 予選敗退 | 予選敗退 | 予選敗退 |
| ダニエル・タイタス | 女子200m背泳ぎ | 2分21秒34 | 20位 | 予選敗退 | 予選敗退 | 予選敗退 | 予選敗退 |